# Меришће
Меришће (итал. Merischie) је насељено место у Републици Хрватској у Истарској жупанији. Административно је у саставу Града Буја.

## Становништво
Према задњем попису становништва из 2001.године у насељу Меришће живео је 101 становник који су живели у 38 породичних домаћинстава.
Кретање броја становника по пописима 1857—2001.
| година пописа  | 1857. | 1869. | 1880. | 1890. | 1900. | 1910. | 1921. | 1931. | 1948. | 1953. | 1961. | 1971. | 1981. | 1991. | 2001. |
| бр. становника | 211   | 223   | 251   | 247   | 247   | 295   | 540   | 287   | 388   | 242   | 199   | 116   | 100   | 92    | 101   |

Напомена:У 1921. садржи податке за насеље Оскоруш.